# 阿爾弗雷德 (紐約州村)
阿爾弗雷德（英語：Alfred）是位於美國紐約州亞利加尼縣的村。

## 人口
根據2020年美國人口普查的數據，阿爾弗雷德的面積為3.08平方千米，皆為陸地。當地共有人口4026人，而人口密度為每平方千米1,307人。